# Linda Grubben
Linda Grubben nata Tjørhom (Stavanger, 13 settembre 1979) è un'ex biatleta norvegese, vincitrice di varie medaglie olimpiche e iridate.

## Biografia
In Coppa del Mondo esordì il 12 febbraio 2000 a Östersund (27ª) e ottenne la prima vittoria, nonché primo podio, l'11 gennaio 2001 a Ruhpolding. Nella stagione 2002-2003 vinse la Coppa del Mondo di specialità nell'individuale.
In carriera prese parte a due edizioni dei Giochi olimpici invernali, Salt Lake City 2002 (39ª nell'individuale, 2ª nella staffetta) e Torino 2006 (19ª nella sprint, 15ª nell'inseguimento, 14ª nella partenza in linea, 50ª nell'individuale, 5ª nella staffetta), e a sei dei Campionati mondiali, vincendo sei medaglie.

## Palmarès

### Olimpiadi
- 1 medaglia:
  - 1 argento (staffetta[1] a Salt Lake City 2002)

### Mondiali
- 6 medaglie:
  - 2 ori (staffetta[1] a Oberhof 2004; individuale[1] ad Anterselva 2007)
  - 2 argenti (staffetta mista a Pokljuka 2006; inseguimento[1] ad Anterselva 2007)
  - 2 bronzi (individuale[1] a Hochfilzen/Chanty-Mansijsk 2005; staffetta[1] ad Anterselva 2007)

### Mondiali juniores
- 5 medaglie:
  - 1 oro (staffetta a Forni Avoltri 1997)
  - 3 argenti (sprint a Jericho/Valcartier 1998; sprint, inseguimento a Pokljuka 1999)
  - 1 bronzo (individuale a Pokljuka 1999)

### Coppa del Mondo
- Miglior piazzamento in classifica generale: 6ª nel 2007
- Vincitrice della Coppa del Mondo di individuale nel 2003
- 33 podi (19 individuali, 14 a squadre), oltre a quelli ottenuti in sede olimpica e iridata e validi anche ai fini della Coppa del Mondo:
  - 12 vittorie (7 individuali, 5 a squadre)
  - 7 secondi posti (4 individuali, 3 a squadre)
  - 14 terzi posti (8 individuali, 6 a squadre)

#### Coppa del Mondo - vittorie

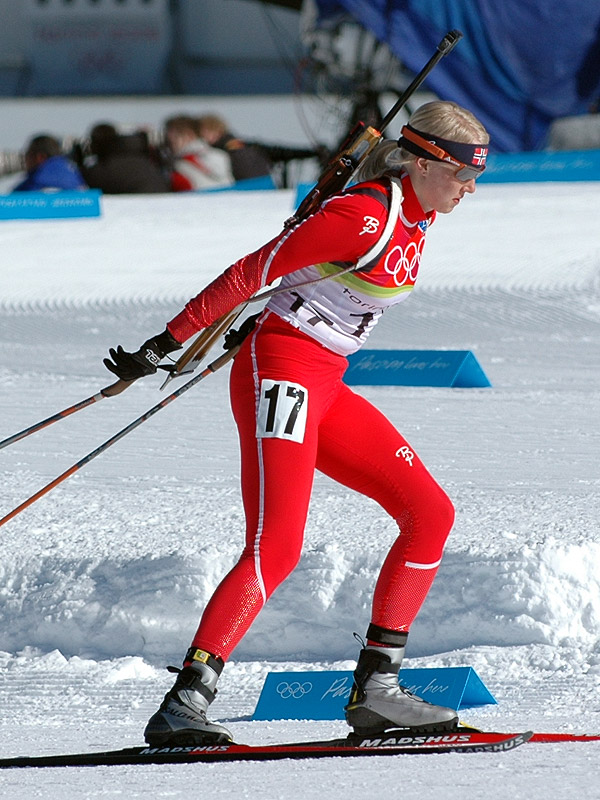
Linda Grubben in gara ai XX Giochi olimpici invernali di

| Data             | Località           | Nazione         | Spec.                                                                           |
| ---------------- | ------------------ | --------------- | ------------------------------------------------------------------------------- |
| 11 gennaio 2001  | Ruhpolding         | Germania        | RL (con Ann Elen Skjelbreid, Gro Marit Istad Kristiansen e Liv Grete Poirée)    |
| 19 gennaio 2001  | Anterselva         | Italia          | RL (con Ann Elen Skjelbreid, Gro Marit Istad Kristiansen e Liv Grete Poirée)    |
| 13 dicembre 2002 | Pokljuka Östersund | Slovenia Svezia | SP                                                                              |
| 5 dicembre 2003  | Kontiolahti        | Finlandia       | RL (con Liv-Kjersti Eikeland, Gunn Margit Andreassen e Liv Grete Poirée)        |
| 25 gennaio 2004  | Anterselva         | Italia          | MS                                                                              |
| 8 gennaio 2005   | Oberhof            | Germania        | SP                                                                              |
| 29 novembre 2005 | Östersund          | Svezia          | RL (con Liv Grete Poirée, Gro Marit Istad Kristiansen e Gunn Margit Andreassen) |
| 10 dicembre 2005 | Hochfilzen         | Austria         | RL (con Liv Grete Poirée, Gro Marit Istad Kristiansen e Gunn Margit Andreassen) |
| 9 marzo 2006     | Pokljuka           | Slovenia        | SP                                                                              |
| 26 marzo 2006    | Oslo Holmenkollen  | Norvegia        | MS                                                                              |
| 3 dicembre 2006  | Östersund          | Svezia          | PU                                                                              |
| 7 gennaio 2007   | Oberhof            | Germania        | PU                                                                              |

Legenda:

SP = sprint

PU = inseguimento

MS = partenza in linea

RL = staffetta